# Живчик Григорій Ілліч
Григорій Ілліч Живчик (нар. 24 грудня 1914, село Кошляки, тепер Тернопільського району Тернопільської області — 16 серпня 1973, село Токи Підволочиського району Тернопільської області) — український радянський діяч, новатор сільськогосподарського виробництва, голова колгоспу імені Калініна Новосільського (Підволочиського) району Тернопільської області. Депутат Верховної Ради УРСР 5-го скликання.

## Біографія
Народився у бідній селянській родині. З 1928 року працював пастухом, наймитував у селі Токах Тернопільського воєводства.
У 1940—1941 роках — голова правління колгоспу села Токи Новосільського (тепер Тернопільського району) Тернопільської області.
У 1949—1973 роках — голова правління колгоспу імені Калініна села Токи Новосільського (тепер Тернопільського району) Тернопільської області.
Член КПРС.

## Нагороди
- орден Леніна (26.02.1958)
- орден Трудового Червоного Прапора
- орден «Знак Пошани»
- медалі
- почесна Грамота Президії Верховної Ради УРСР (1967)